# Кларк, Норм (журналист)
Норм Кларк (англ. Norm Clarke; 8 июля 1942, Терри, Монтана, США — 20 марта 2025, Лас-Вегас, Невада) — американский репортёр, спортивный журналист, колумнист. Известен своей колонкой в Las Vegas Review-Journal, которая выходила с 1999 по 2016 год.

## Биография
Норм Кларк родился 8 июля 1942 года в Терри, штат Монтана. Когда Норму было 10 лет, его отец скончался от рака. В детстве во время игры одна из его подтяжек оторвалась и попала Норму в правый глаз. Сперва это никак не отразилось на его здоровье, пока несколько лет, спустя, когда Норму было десять, глаз не обесцветился. В это же время от рака умер его отец, что побудило врача рекомендовать мальчику удалить глаз. Во взрослом возрасте Кларк пользовался протезом, прежде чем надеть повязку, которая стала его фишкой. В тринадцатилетнем возрасте Кларк работал разносчиком газет в издании Miles City Star. В 1960 году он окончил среднюю школу Терри и поступил в колледж Северной Монтаны, но позже бросил учёбу, после чего некоторое время занимался упаковкой продуктов.
Кларк начал свою писательскую карьеру в 1963 году в качестве спортивного журналиста еженедельной газеты Terry Tribune. Затем он работал в газетах в Майлс-Сити, Хелене и Биллингсе. В 1973 году он перешёл на работу в Associated Press в Цинциннати, штат Огайо. Работая там, он освещал пожар в ночном клубе «Beverly Hills Supper Club» в соседнем городе Саутгейт, штат Кентукки, в результате которого погибли 165 человек. Его работа по освещению обрушения градирни на электростанции в Уиллоу-Айленд, штат Западная Виргиния в 1978 году, в результате которого погибли 51 строитель, принесла Кларку и его коллегам номинацию на Пулитцеровскую премию. Он также освещал пожар в отеле «MGM Grand» в Лас-Вегасе в 1980 году. Позже он переехал в Сан-Диего, штат Калифорния, а затем в Лос-Анджелес, где координировал работу корреспондентов AP на летних Олимпийских игр 1984 года.
Затем Кларк перешёл в Denver Rocky Mountain News, где вернулся к спортивной журналистике и стал освещать выступления команды Главной лиги бейсбола «Колорадо Рокиз». В 1996 году стал вести именную светскую колонку. В 1999 году Кларк познакомился с издателем Las Vegas Review-Journal во время визита к одному из его братьев, который работал фотографом в газете. В результате переговоров Норм присоединился к газете в качестве автора колонки светской хроники. Его колонка, впоследствии получившая название Vegas Confidential, впервые вышла в свет 17 сентября 1999 года.
2006 году он появился в качестве камео в телесериале «Лас-Вегас». 12 октября 2012 года в Центре исполнительских искусств Смита Кларк женился на Каре Робертс, с которой познакомился несколькими годами ранее в Денвере. С 2013 по 2019 год Кларк был ведущим шоу «Беседы с Нормом», в рамках которого он брал интервью у знаменитостей в Центре Смита. Последний выпуск Vegas Confidential состоялся 28 июля 2016 года, когда из-за проблем со здоровьем ему потребовалось дополнительное лечение и не позволило продолжить работу. Через год Норм присоединился к Vegas Stats & Information Network, где также вёл собственную колонку.
В 2001 году у Кларка был диагностирован рак предстательной железы, с которым он боролся более двух десятилетий. 12 марта 2025 года, через неделю после того, как повредил бедро дома, он поступил в хоспис. 20 марта 2025 года Норм Кларк скончался в возрасте 82 лет. Журналист надеялся, что его запомнят как репортёра, а не как обозревателя светской хроники, учитывая его работу в AP.